# Queijo bola
Queijo bola, ou queijo esférico, é uma variedade de queijo. É um queijo amarelo de consistência semidura, muito apreciado em diversas partes do Brasil. Comercialmente, vem em formato esférico (daí o nome) e envolvido por uma casca de cor rósea a vermelha, cuja finalidade é evitar a contaminação por bactérias. Há pessoas que recomendam não consumir esta casca, mas alguns fabricantes asseguram ser esta apenas um corante natural, e que não há risco em comê-la.